# NGC 5892
NGC 5892 is een balkspiraalstelsel in het sterrenbeeld Weegschaal. Het hemelobject werd in 1886 ontdekt door de Amerikaanse astronoom Ormond Stone.

## Fath 703
Sommige sterrenatlassen tonen als aanduiding voor dit object inplaats van NGC 5892 het catalogusnummer Fath 703, meestal zonder verwijzing naar de oorspronkelijke aanduiding NGC 5892.

## Synoniemen
- Fath 703 (object Nr 703 in de catalogus van Edward Arthur Fath)[4]
- MCG -2-39-7
- NPM1G -15.0523
- A 1511-15
- PGC 54365